# Астероид класса C
Астероиды класса C — тёмные углеродистые объекты. Это наиболее распространённый класс астероидов, в него входит 75 % всех известных астероидов, а во внешней части пояса астероидов процент таких тел ещё выше, за орбитой 2,7 а. е. этот тип астероидов является основным. Количество астероидов этого класса на самом деле может быть ещё больше, так как они имеют более низкую отражающую способность среди других спектральных классов и в связи с чем их сложнее обнаружить.

## Характеристики
Этот тип астероидов имеет спектр, очень близкий к спектру каменных хондритных метеоритов, чей химический состав близок к составу туманности, из которой образовалось Солнце и которое служило материалом для протопланетного диска, но при этом в них отсутствуют водород, гелий и другие летучие элементы. В них возможно наличие полезных ископаемых.
Углеродные астероиды чрезвычайно тёмные, их альбедо составляет всего 0,03 — 0,10 (например, у астероида (211) Изольда оно составляет всего 0,06). Поэтому, если астероид класса S можно увидеть в хороший бинокль, то для наблюдения углеродных астероидов класса С необходим уже небольшой телескоп. Наиболее ярким представителем этого класса является астероид (324) Бамберга, но так как этот объект имеет очень вытянутую орбиту, своей максимальной яркости он достигает довольно ненадолго.
Их спектры содержат умеренно сильное ультрафиолетовое поглощение на длинах волн примерно от 0,4 мкм до 0,5 мкм, а на более длинных волнах поглощение примерно однородное, с небольшим увеличением в красной области спектра. Имеются так называемые «водные» поглощения на длине волны около 3 мкм, которые могут свидетельствовать о присутствии воды в минералах астероида.
Крупнейшим представителем астероидов C-класса является астероид (10) Гигея.

## Классификация SMASS
По классификации SMASS выделяют следующие подгруппы:
- типовые — спектр показывает слабое или среднее поглощение в короткой части (< 0,55 мкм) и становится плоским или красноватым в остальной: (1) Церера, (10) Гигея
- Cb — спектр в интервале 0,44–0,92 мкм линейный, без особенностей, плоский или имеет лёгкий уклон в красной части: (253) Матильда, (515) Аталия
- Cg — спектр имеет яркие особенности в короткой части (< 0,55 мкм) и становится плоским или слегка красноватым в остальной: (175) Андромаха, (1300) Марсель
- Ch — спектр сходен с типовым C, но отмечает немного усиленное поглощение в области около 0,7 мкм: (13) Эгерия, (19) Фортуна
- Cgh — спектр сходен с Cg, но отмечает немного усиленное поглощение в области около 0,7 мкм: (106) Диона, (706) Гирундо